# 盔须马先蒿
盔须马先蒿（学名：Pedicularis lophotricha）为列当科马先蒿属的植物，是中国的特有植物。分布在中国大陆的四川等地，生长于海拔4,370米至4,700米的地区，一般生于柳梢林中，目前尚未由人工引种栽培。